# 橫濱中華學院
横濱中華學院（日語：横浜中華学院）是位於神奈川縣橫濱市中區，中華民國體系下的中華學校。依日本法律，該校是各種學校。

## 沿革
横濱中華學院又稱國父紀念校，是為紀念中華民國國父孫文先生在1897年（光緒23年）秋季旅經日本橫濱時，受到中華街僑民和有志人士的請求，成立了日本第一所華僑學校。學校的名稱原本定為中西學校，但是當時受到情勢影響，隨即改名為大同學校。採用廣東話及新式教科書教學。後來橫濱又陸陸續續成立了各種僑校，有華僑學校、中華學校、志成學校等以因應各省民的需求。
在國共內戰結束，海峽兩岸分治之後，1952年橫濱中華學校部份獨立出去，後為横滨山手中华学校，屬中華人民共和國教育體系；原來的橫濱中華學校繼續存在，後易名橫濱中華學院，屬中華民國教育體系。
歷任校長:
戰後  
- 第一任 1952年  王慶仁
- 第二任 1959年  張  樞
- 第三任 1989年  楊文波
- 第四任 1991年  杜國輝
- 第五任 2004年  江在鄉
- 第六任 2006年  詹春雄
- 第七任 2009年  施惠珍
- 第八任 2013年  馮彥國
- 現  任 2021年  杜文劍

## 年級
- 0-2歲班(幼保園/認可)
- 0 3歲班(幼保園/認可)
- 0 4歲班(幼保園/認可)
- 0 5歲班(幼保園/認可)
- 小學部，1至6年級。
- 中學部，1至3年級。
- 高中部，1至3年級。

## 交通

###### 鐵路
- JR東日本根岸線
  - 石川町車站
- 橫濱高速鐵道港未來線
  - 元町、中華街車站

## 另見
- 海外台灣系學校列表

## 扩展阅读
（中文）
- "倡辦中華學院 橫濱立碑紀念" (). 星島日報. April 26, 2011.

日文：
- 有澤 知乃 (東京学芸大学留学生センター (International Student Exchange Center)). "(研究ノート)中華学校における音楽教育 : 横浜山手中華学校と横浜中華学院を事例として" ( （页面存档备份，存于）; "(A Research Note)Music Education at Overseas Chinese Schools in Japan : The Cases of Yokohama Yamate Chinese School and Yokohama Overseas Chinese School"). 東京学芸大学紀要. 人文社会科学系. II (Bulletin of Tokyo Gakugei University Humanities and Social Sciences II). 66, 205-215, 2015-01-30. 東京学芸大学. See profile at （页面存档备份，存于） CiNii. See profile at （页面存档备份，存于） ETopia, 東京学芸大学リポジトリ (Tokyo Gakugei University Repository). 有英文摘要。
- 小田巻 滋 (横濱中華學院・非). "日本の華僑学校における地理教育　横浜中華学院を事例として:横濱中華學院を事例として" ( （页面存档备份，存于）; Geographical Education in Kakyo School, Japan-Case Study of Yokohama Chuka Gakuin.:Case Study of Yokohama Chuka Gakuin). 新地理 46(1), 41-55, June 1998. The Geographic Education Society of Japan. See profile （页面存档备份，存于） and profile #2 at （页面存档备份，存于） CiNii. See profile at （页面存档备份，存于） J-Stage. DOI 10.5996/newgeo.46.41.

Not available online:
- 杉村 美紀; 東京学芸大学大学院博士課程). "在日華文学校の教育問題 : 「横浜中華学院」の事例を中心に" ("Some Problems of Chinese Education in Japan : The Case of Yokohama Chinese Community"). 国際教育研究 (Research bulletin of international education) 11, 52-54, 1991-03. 東京学芸大学. See profile at （页面存档备份，存于） CiNii.